# 贝登博斯特尔
贝登博斯特尔是德国下萨克森州的一个市镇。总面积12.58平方公里，总人口1054人，其中男性515人，女性539人（2011年12月31日），人口密度84人/平方公里。